# Johanna Charlotte van Anhalt-Dessau

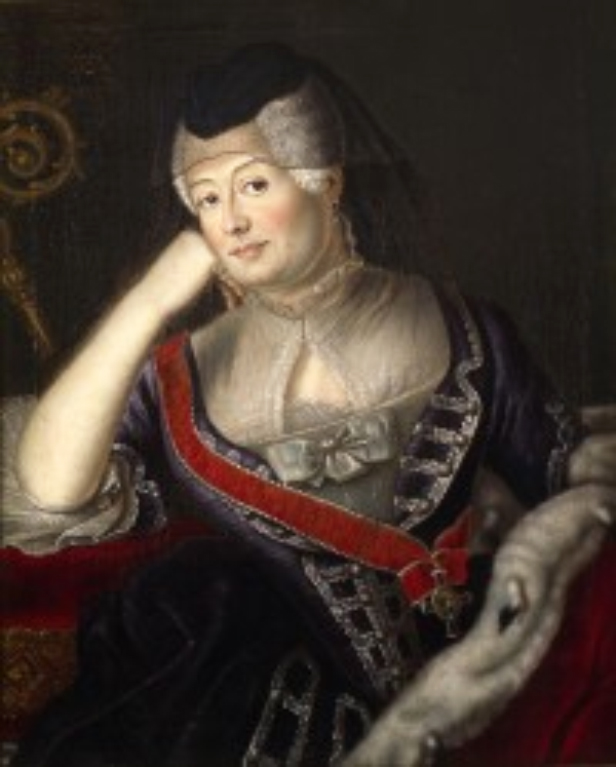
Portret van Johanna Charlotte van Anhalt-Dessau

Johanna Charlotte van Anhalt-Dessau (1682 - 1750) was de zesde en jongste dochter van Johan George II van Anhalt-Dessau en Henriëtte Catharina van Oranje-Nassau.
Johanna Charlotte trouwde in 1699 met markgraaf Filips Willem van Brandenburg-Schwedt.
Van 1728 tot aan haar overlijden was zij abdis van Herford. 

## Nakomelingen
Filips Willem en zijn echtgenote Johanna Charlotte kregen zes kinderen:
- Frederik Willem (1700-1771), markgraaf van Brandenburg-Schwedt
- Frederika Dorothea Henriëtte (1700-1701)
- Henriëtte Maria (1702-1782), huwde in 1716 met erfprins Frederik Lodewijk van Württemberg
- George Willem (1704)
- Frederik Hendrik (1709-1788), markgraaf van Brandenburg-Schwedt
- Charlotte (1710-1712)